# Pachychilidae
Famille
Synonymes
- famille Melanatriidae Thiele, 1921[1]
- famille Potadomatidae Pilsbry & Bequaert, 1927[1]
- sous-famille Brotiinae Golikov & Starobogatov, 1987[1]
- sous-famille Fauninae Cossmann, 1909[1]

Les Pachychilidae sont une famille de mollusques gastéropodes.

## Liste des espèces
Selon World Register of Marine Species (3 février 2021) :
- genre Amnipila Pilsbry, 1956
- genre Bellatara Strand, 1928 †
- genre Brotia H. Adams, 1866
- genre Charadreon Woodring, 1973 †
- genre Doryssa H. Adams & A. Adams, 1854
- genre Eginea Pacaud & Harzhauser, 2012 †
- genre Faunus Montfort, 1810
- genre Jagora Köhler & Glaubrecht, 2003
- genre Jponsia Pacaud & Harzhauser, 2012 †
- genre Moniquia Pacaud & Harzhauser, 2012 †
- genre Nodifaunus Olsson, 1944 †
- genre Pachychilus I. Lea & H. C. Lea, 1851
- genre Paleoanculosa Parodiz, 1969 †
- genre Paracrostoma Cossmann, 1900
- genre Pirena Lamarck, 1816
- genre Potadoma Swainson, 1840
- genre Pseudobellardia Cox, 1931 †
- genre Pseudopotamis Brot in Martens, 1894
- genre Pseudopotamus Brot, 1894
- genre Sheppardiconcha W. B. Marshall & Bowles, 1932 †
- genre Sulcospira Troschel, 1858
- genre Tinnyea Hantken, 1887 †
- genre Tylomelania P. Sarasin & F. Sarasin, 1897
- genre Wingeastonia K. Martin, 1906 †

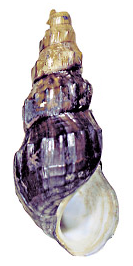
Brotia sumatrensis
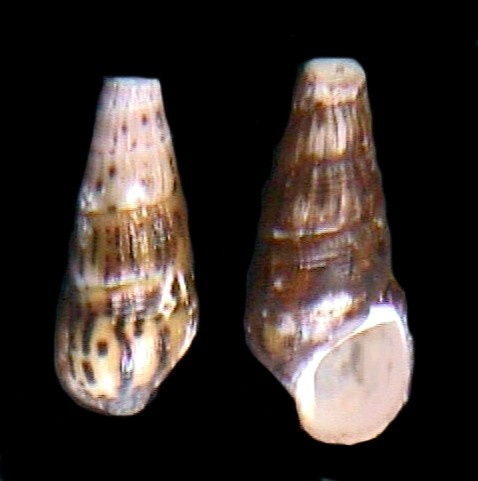
Doryssa kappleri
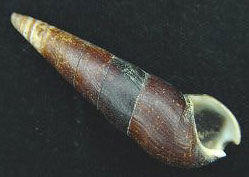
Faunus ater
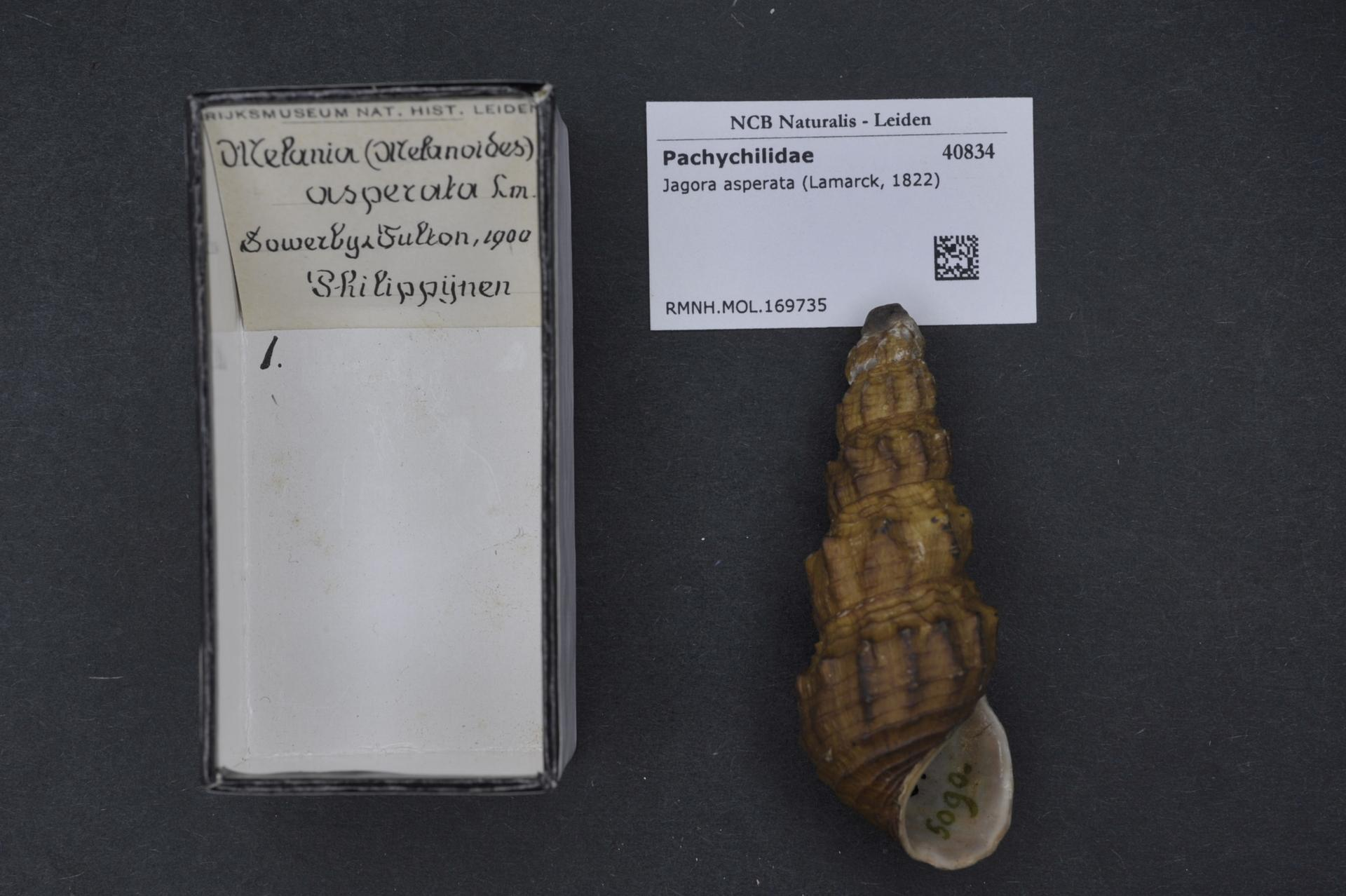
Jagora asperata
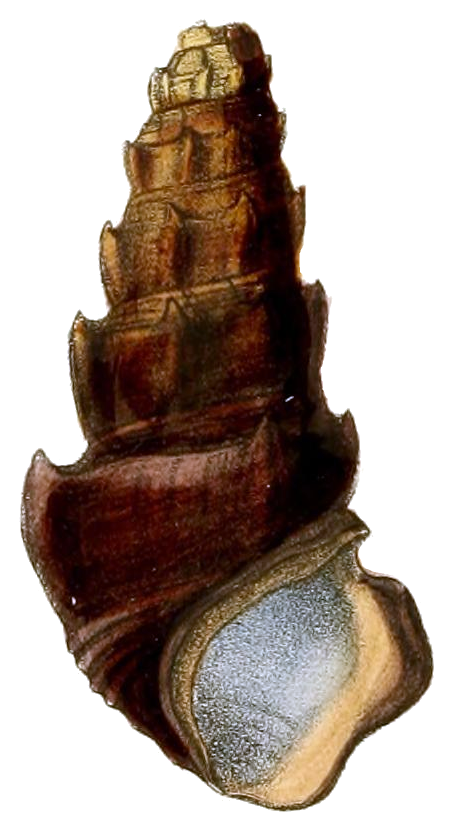
Madagasikara spinosa
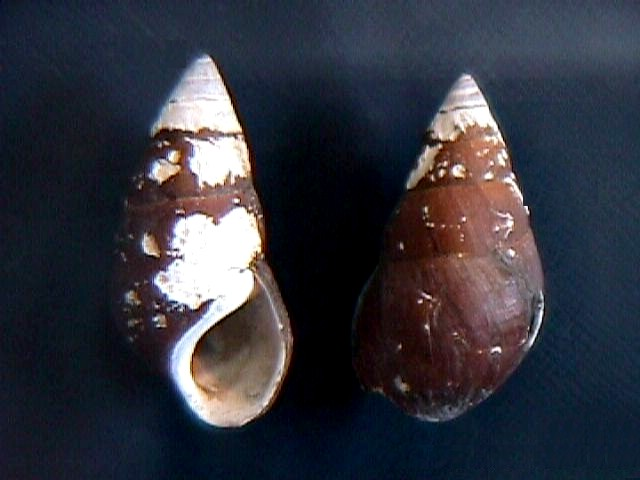
Pachychilus laevisimus
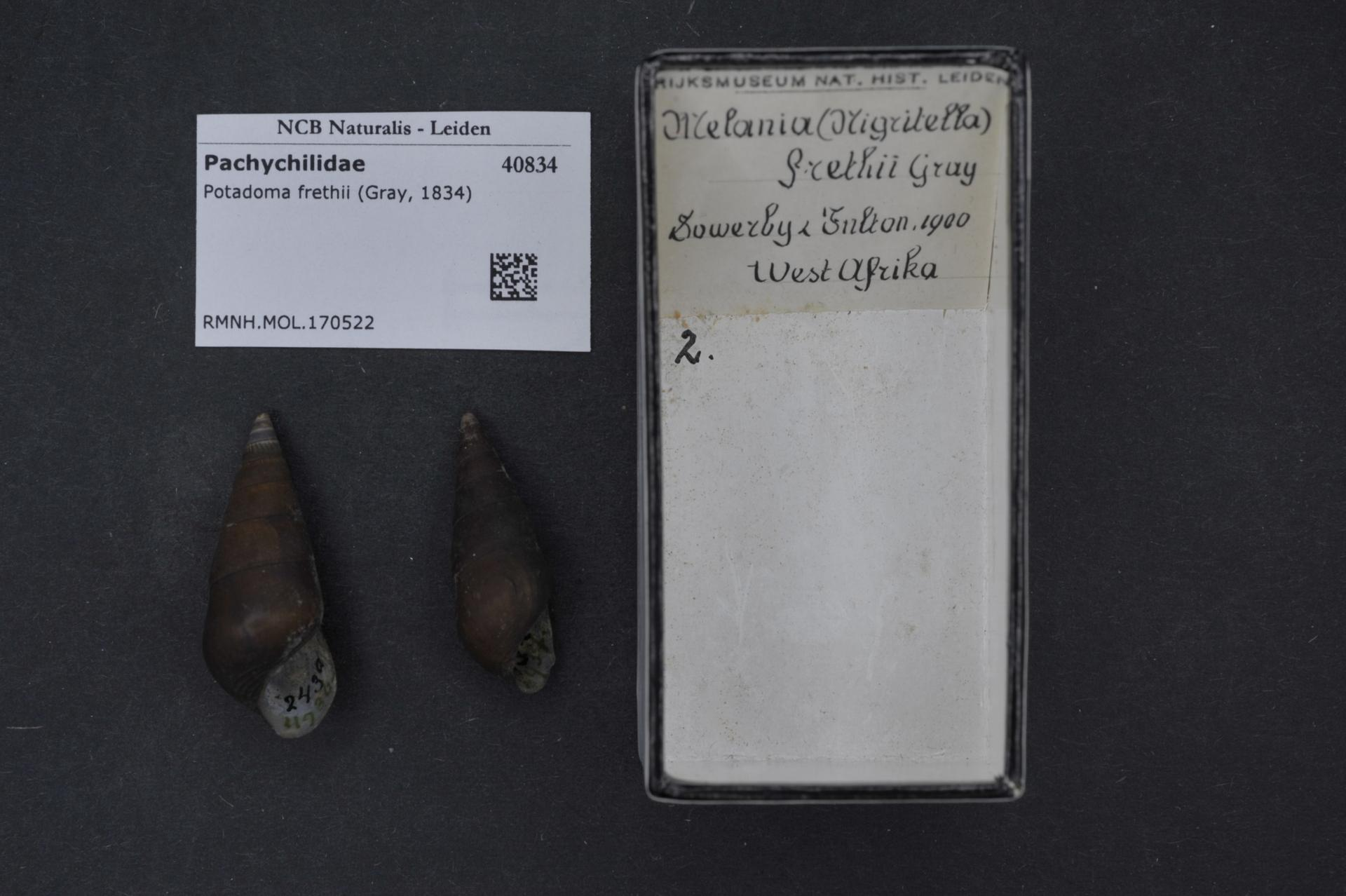
Potadoma freethii
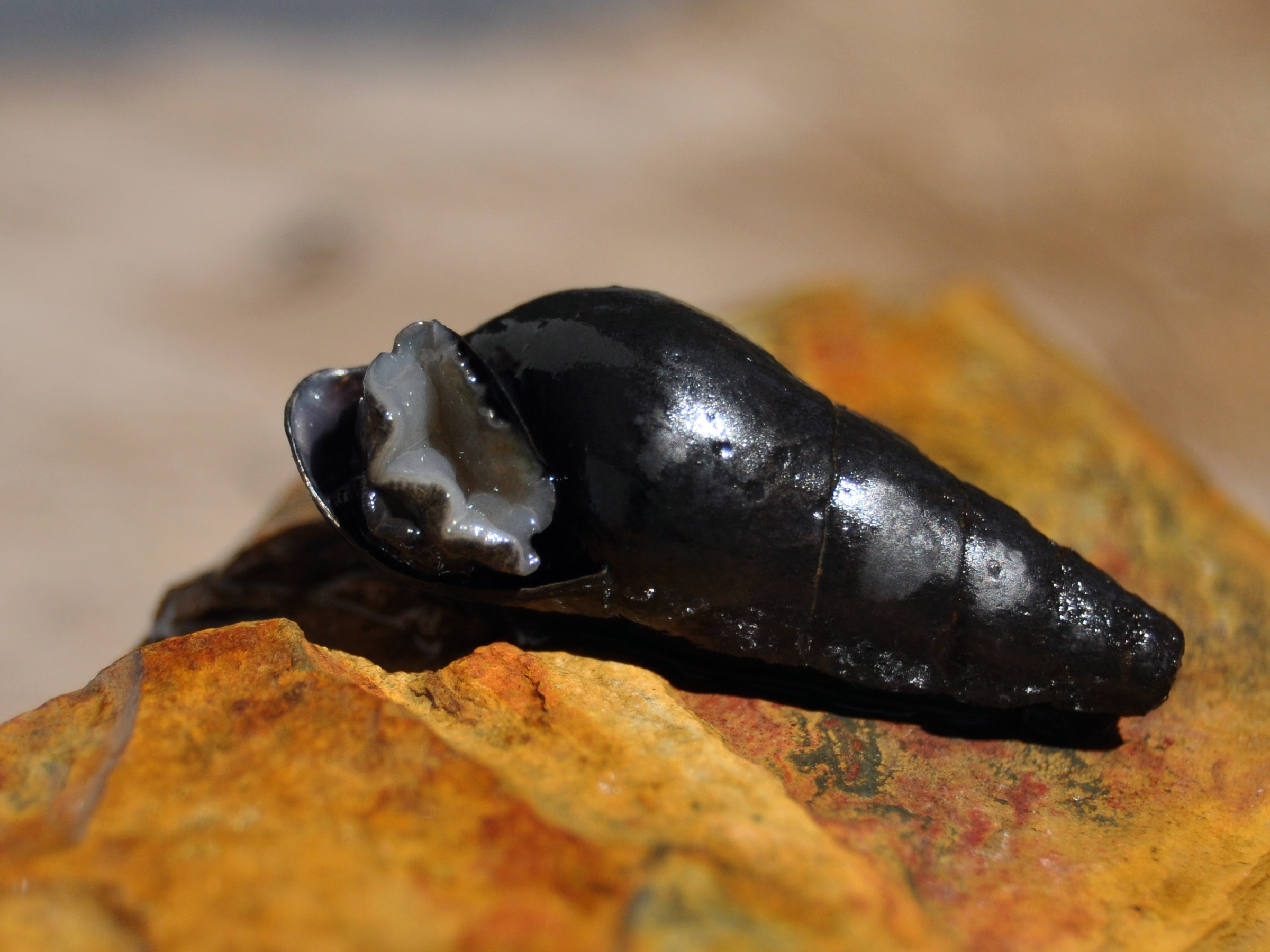
Sulcospira testudinaria
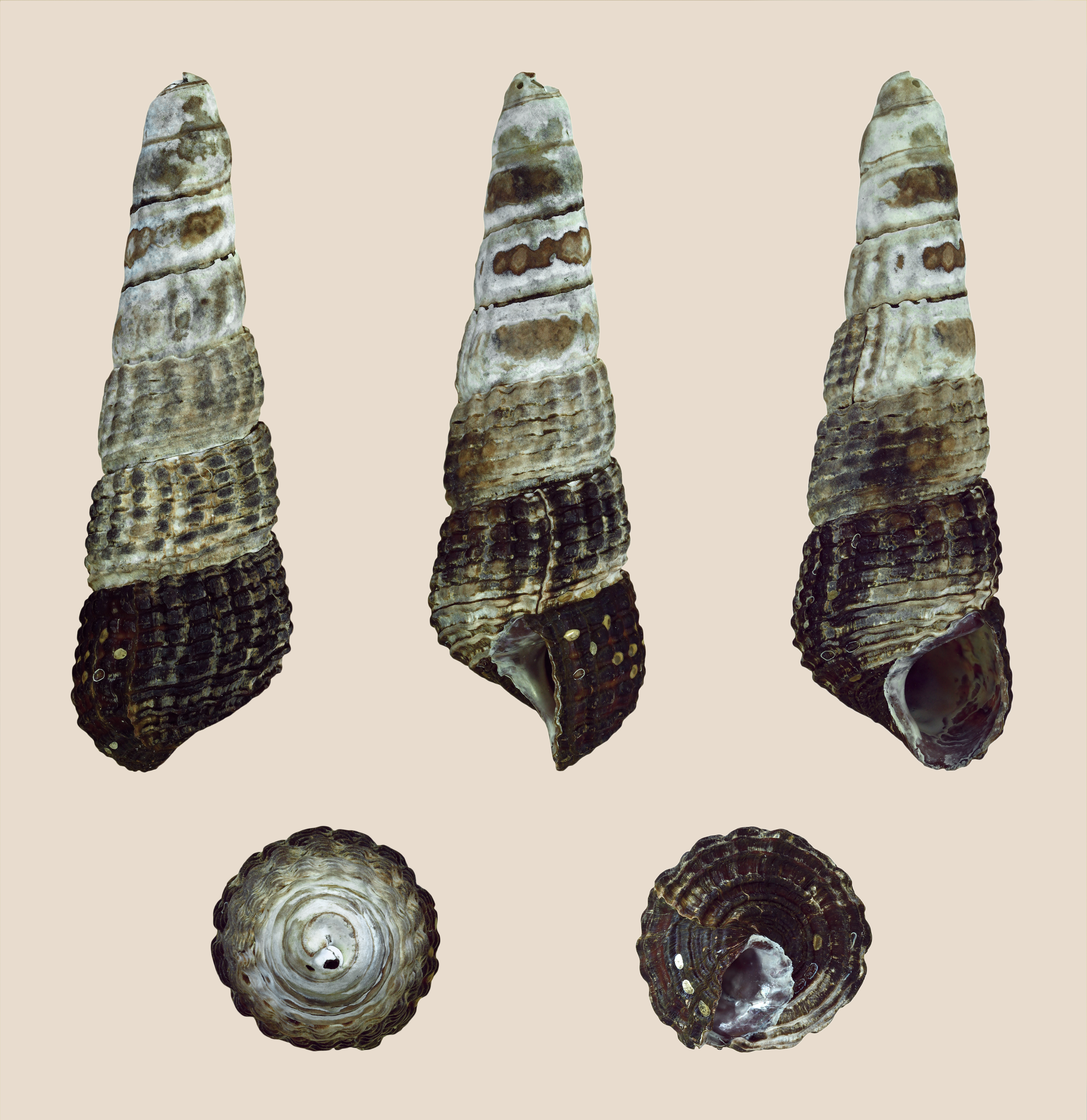
Tylomelania patriarchalis
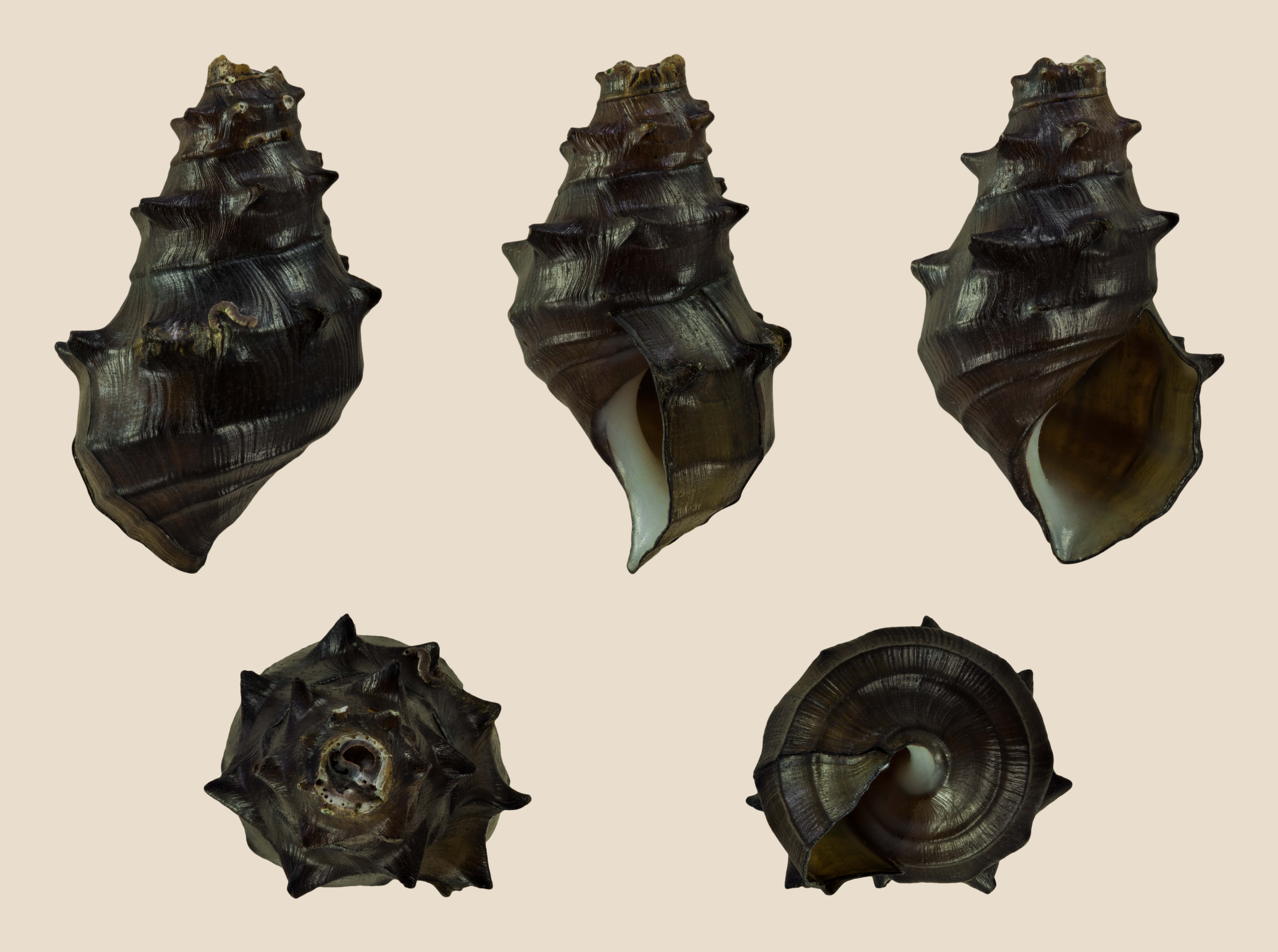
Brotia binodosa, des Brotia, des Pachychilidae.